# Foster Moreau
Foster Moreau (Nueva Orleans, Luisiana, 6 de mayo de 1997) es un jugador profesional estadounidense de fútbol americano que se desempeña en la posición de tight end en New Orleans Saints, equipo de la National Football League (NFL).

## Carrera
Fue seleccionado en la cuarta ronda en la Reunión Anual de Selección de Jugadores de la NFL de 2019. Hizo su debut profesional con el equipo Las Vegas Raiders, en el cual jugó cuatro temporadas (2019-2023), posteriormente pasó a New Orleans Saints, donde lleva jugando una temporada.